# Prem1ere
Prem1ere (označovaný také jako Premiere) byl britský placený filmový kanál vysílající v kabelových sítích ve Velké Británii mezi lety 1984 a 1989. Programové schéma tvořily zejména novější filmy a seriály. Dva roky po zahájení vysílání se kanál sloučil s dalším filmovým kanálem MirrorVision, jehož vysílání bylo v roce 1986 ukončeno. Filmový kanál Prem1ere, v důsledku velkých ztrát a významné konkurence ze strany televizního kanálu Sky Movies, skončil v červenci 1989 po necelých pěti letech své vysílání.

## Historie
Přípravy na spuštění nového kanálu Prem1ere začaly již na jaře roku 1980. Placené televizní stanice HBO, Showtime a The Movie Channel spojily své síly s velkými filmovými studií Columbia Pictures, MCA, Paramount Pictures a Twentieth Century Fox s Getty Oil a společně se chystaly založit placený televizní kanál Prem1ere. Filmová studia garantovala devítiměsíční exkluzivní okno, kdy jejich filmy měly být vysílány nejdříve na Prem1ere a poté měly být uvolněny dalším zájemcům z řad televizních společností. To však americký Okresní soud (U.S. District Court) kvůli porušení Shermanova antimonopolního zákona nepovolil a spojenectví se krátce na to rozpadlo.
O dva roky později se o vznik nového kanálu pokusilo pět společností. American Express, MCA, Paramount Pictures, Viacom International a Warner Bros oznámily dohodu, podle níž začaly být Showtime a The Movie Channel provozovány jako společný podnik těchto společností. Aby předešly chybě z minulosti, prohlásily také, že novému kanálu nebudou poskytnuta žádná exkluzivní filmová práva. Showtime a The Movie Channel se v té době mohly pochlubit 6,5 miliony předplatitelů (4 miliony pro Showtime a 2,5 milionů pro The Movie Channel). 
Filmový kanál Prem1ere zahájil vysílání 1. září 1984 za podpory předních amerických filmových studií Twentieth Century Fox, Columbia, Warner Bros, HBO, ShowTime/The Movie Channel, Thorn-EMI a britského filmového studia Goldcrest Films.  
O rok později se provozovatel kanálu rozhodl svou satelitní distribuci zakódovat kódovacím systémem SAT-TEL, který již byl využíván například veřejnoprávními kanály BBC 1 a BBC 2. K tomu však nikdy nedošlo . I přesto, že Prem1ere vysílala na satelitu nekódovaně, pořízení satelitního vybavení, jakožto paraboly o potřebném průměru 1,5 metru (ve Velké Británii), bylo pro běžného uživatele velmi nákladné. 
Miliardář československého původu, Robert Maxwell, prostřednictvím svého vydavatelství Daily Mirror, převzal dne 1. dubna 1986 41,2% podíl od Thorn-EMI a 9,8% podíl od společnosti Goldcrest Films a stal se tak většinovým majitelem filmového kanálu Prem1ere. V souvislosti s touto fúzi bylo rozhodnuto o sloučení obou, původně konkurenčních, filmových kanálů Prem1ere a MirrorVision ve prospěch prvně jmenovaného. Téhož roku společnost British Telecom oznámila spuštění nového filmového kanálu v britských kabelových sítích, který na rozdíl od Prem1ere měl být distribuovaný výhradně prostřednictvím VHS kazet. Nový kanál měl uzavřené smlouvy se společnostmi MGM/United Artists, Paramount a Universal.   
Ke konci roku 1986 vysílal Prem1ere 12 hodin denně 6 až 7 filmů. Měsíčně se jednalo nejméně o 18 premiérových filmů. Ke sledování kanálů Prem1ere, The Children's Channel a ScreenSport spravovala licence ke sledování společnost Galaxy, která je nabízela za měsíční paušál 10 GBP. 
V roce 1987 provozovatel kanálu Premiere rozšířil vysílací čas. Vysílání již začínalo v 16 hodin středoevropského času.
V srpnu 1987 odešel z Premiere generální ředitel Andrew Birchall, který našel své uplatnění v BSB (British Satellite Broadcasting) .
Provoz britského filmového kanálu Premiere, jež pocítil silnou konkurenci ze strany Sky Movies, byl v červenci 1989 ukončen z důvodu vysokých ztrát dosahující výše 10 milionů GBP 

## Dostupnost

### Satelitní vysílání
| Rok         | Družice                  | Frekvence (GHz) | Norma       | Kódování | Vysílací čas (SEČ) | Jazyk                                      | Poznámka                                          |
| ----------- | ------------------------ | --------------- | ----------- | -------- | ------------------ | ------------------------------------------ | ------------------------------------------------- |
| 1985 - 1989 | Intelsat VA-F11 (27,5°W) | 11,015 / H      | PAL negativ | žádné    | 16:00 - 04:00      | 6,65 MHz anglicky 7,02 - 7,20 MHz anglicky | Časově sdílená frekvence s The Children's Channel |

## Televizní pořady
- 1985 The PREM1ERE Review
- 1987 Premiere Movie Club
- 1988 Premiere July Review
- 1988 The Movie Club

### Filmy
- 1985 Amityville 2: Posledlost (Amityville II) (1982)
- 1985 Amityville - Dům hrůzy (Amityville III) (1983)
- 1985 Bláznivá dovolená (National Lampoon's Vacation) (1983)
- 1985 Beze stopy (Without A Trace) (1983)
- 1986 Přes Brooklynský most (Over the Brooklyn Bridge) (1984)
- 1986 Okamžik záblesku (Flashpoint) (1984)
- 1986 Space Firebird (1980)
- 1986 The Princess and the Pea
- 1986 Autobiografie princezny (Autobiography of a Princes) (1975)
- 1986 Velké ticho (The Great Silence) (1968)
- 1987 Rychle vpřed (Fast Forward) (1985)
- 1987 A Single Light (1981)
- 1987 Starostliví medvídci (The Care Bears Movie) (1985)
- 1988 Zkázonosná kometa (Night of the Comet) (1984)
- 1988 Vedoucí místo (Head Office) (1985)
- 1988 Loyalties (Loyalties) (1987)
- 1988 Propustka do půlnoci (Cinderella Liberty) (1973)
- 1988 Chinese Boxes (1984)
- 1988 Vydařená dovolená (Summer Rental) (1985)
- 1988 Waltz Across Texas (1982)
- 1988 Rin-Tin-Tin: Hero of the West (1955)
- 1988 Slepá justice (Blind Justice) (1986)
- 1988 Návrat do budoucnosti (Back to the Future) (1985)
- ???? Posedlý krásou (The Man Who Loved Woman) (1983)
- ???? Blind Date
- ???? Going Undercover (1985)
- ???? Moucha (The Fly) (1986)
- ???? The Wild Life (1984)
- 1988-1990 Best Shot
- 1988-1990 Pinocchio a vládce noci (Pinocchio and the Emperor of the Night) (1987)
- 1988-1990 Dreamer (1979)

### Seriály
- 1986 Nebezpečný záliv (Danger Bay) (1984)
- 1987 Defenders of the Earth (Defenders of the Earth) (1986)
- 1988 Dancin' to the Hits (1986)
- 1988 Mayberry R.F.D. (1968)
- 1988 Captain Harlock (1978)
- ???? Pásmo soumraku (The Twilight Zone) (1985)
- 1988-1990 Hříšný tanec (Dirty Dancing) (1988)

## Generální ředitelé
- 1984-1987 Andrew Birchall [10]